# Pseudopharus gibeauxi
Pseudopharus gibeauxi is een beervlinder uit de familie van de spinneruilen (Erebidae). De wetenschappelijke naam van de soort is voor het eerst geldig gepubliceerd in 1990 door de Toulgoët.